# Wilhelm-Busch-Schule (Wienrode)
Die Wilhelm-Busch-Schule in Wienrode (bei Blankenburg (Harz)/Sachsen-Anhalt) ist eine Förderschule mit Ausgleichsklassen. Hier lernen Schüler mit dem dominanten Förderschwerpunkt emotionale-soziale Entwicklung.

## Pädagogisches Konzept
An der Schule werden die Schuljahrgänge 1 bis 9 angeboten. Es ist möglich, den Ersten Schulabschluss (bis Juli 2025: Hauptschulabschluss) zu erwerben. Als Förderschule nimmt sie Schüler mit einem sonderpädagogischen Förderbedarf im Bereich der emotionalen-sozialen Entwicklung. Nach sachsen-anhaltinischem Schulgesetz ist daher die Bezeichnung Förderschule mit Ausgleichsklassen vorgesehen. Ziel ist die Reintegration in die Regelschule. Als Einzugsgebiet ist der gesamte Landkreis Harz, der gleichzeitig Schulträger ist, festgelegt. Zur Unterstützung anderer Schulen gibt es eine Beratungsstelle im Rahmen der überregionalen und ambulanten Angebote (üamA).

## Geschichte
Zunächst war die Schule in Wasserleben untergebracht. Durch die Fusion der Förderschule für Lernbehinderte Wienrode mit der Pestalozzi-Förderschule in Wernigerode wurde das Schulgebäude in Wienrode leer und für die Bedürfnisse der Schülerschaft umgebaut. Die Kosten betrugen rund 3,6 Mio. Euro. Mit Beginn des Schuljahres 2020/21 konnte der Umzug erfolgen. Das Gebäude verfügt über 17 Unterrichts- und 5 Fachräume, eine Sporthalle ist auf dem Schulgelände ebenfalls saniert worden. Im Planungsjahr 2020/21 wurden 126 Schüler in 15 Klassen beschult. Die Schule bildet zusammen mit der Marianne-Buggenhagen-Schule das überregionale Förderzentrum Harz.